# Championnat de France de football de Division 4 (1978-1993)
Le Championnat de France de Division 4 constitua le quatrième niveau de la hiérarchie du football français entre 1978 et 1993 après la Division 1, la Division 2 et la Division 3.

## Histoire
Créé par la Fédération contre l'avis de la Ligue nationale, cette compétition suit la même mécanique que la Division 3 en mélangeant clubs amateurs et réserves de clubs professionnels. Les champions des Ligues régionales étaient promus chaque année en D4 tandis que les trois derniers de chacun des huit groupes de la D4 étaient relégués. Même principe pour la promotion, avec les deux premiers de chaque groupe qui étaient promus en D3.
En matière d'affluences, ce championnat rassembla en moyenne environ 400 à 500 spectateurs par match[réf. nécessaire]. Ces moyennes étaient affectées négativement par les très maigres affluences enregistrées à l'occasion des matchs à domicile des réserves professionnelles.
À la fin de chaque saison, les huit vainqueurs de chaque groupe s'affrontaient pour désigner le champion de France de D4. De la création du championnat jusqu'à 1982, une phase de poules de quatre clubs chacune était suivie d'une finale. À partir de la saison 1982-1983, la phase finale opposait les clubs sur un seul match sous forme de quarts de finale, demi-finales et finale.
En 1993, le championnat de Division 4 est supprimé et est remplacé hiérarchiquement par le championnat de National 2, bien que la majorité des clubs ayant participé à la dernière édition du championnat de D4 en 1992-1993 fut relégué en National 3, le nouveau cinquième échelon.

## Palmarès[1]
| Saison    | Vainqueur                   | Finaliste                 | Score         |
| --------- | --------------------------- | ------------------------- | ------------- |
| 1978-1979 | SC Abbeville                | UMS Montélimar            | 2-1           |
| 1979-1980 | CS Meaux                    | Stade clermontois         | 2-1 / 2-0     |
| 1980-1981 | Réserve du Stade rennais FC | Réserve du Toulouse FC    | 2-1 / 2-1     |
| 1981-1982 | AS Strasbourg               | Réserve du Stade de Reims | 1-0 / 0-0     |
| 1982-1983 | CA Lisieux                  | Stade raphaëlois          | 1-1 (4-3 tab) |
| 1983-1984 | INF Vichy                   | CSFC Lorient              | 2-1           |
| 1984-1985 | Réserve 2 de l'AJ Auxerre   | Réserve du FC Grenoble    | 2-0           |
| 1985-1986 | ES La Rochelle              | RC Versailles             | 2-1           |
| 1986-1987 | US Créteil                  | Le Touquet AC             | 1-0           |
| 1987-1988 | Stade de Vallauris          | Réserve du RC Strasbourg  | 4-0           |
| 1988-1989 | Réserve du SEC Bastia       | Paris FC                  | 2-1           |
| 1989-1990 | Réserve du FC Rouen         | Blagnac FC                | 1-1 (5-4 tab) |
| 1990-1991 | ES Fréjus                   | CSC Thouars               | 1-0           |
| 1991-1992 | Réserve du FC Bourges       | US Saint-Malo             | 2-0           |
| 1992-1993 | Réserve du Toulouse FC      | SC Schiltigheim           | 2-2 (5-4 tab) |

## Source
- Championnat de France Division 4, SFF, 1993